# Alto da Glória (Goiânia)
Alto da Glória é um bairro da região sul de Goiânia, capital do estado de Goiás. Localiza-se nas proximidades do Flamboyant Shopping Center. É subdividido em duas regiões: Alto da Glória I e II.
Segundo dados do Instituto Brasileiro de Geografia e Estatística (IBGE), divulgados pela prefeitura, no Censo 2010 a população do Alto da Glória era de 5 049 pessoas.